# Eufairmairia fraternus
Eufairmairia fraternus är en insektsart som beskrevs av William Lucas Distant. Eufairmairia fraternus ingår i släktet Eufairmairia och familjen hornstritar. Inga underarter finns listade i Catalogue of Life.